# Viverols

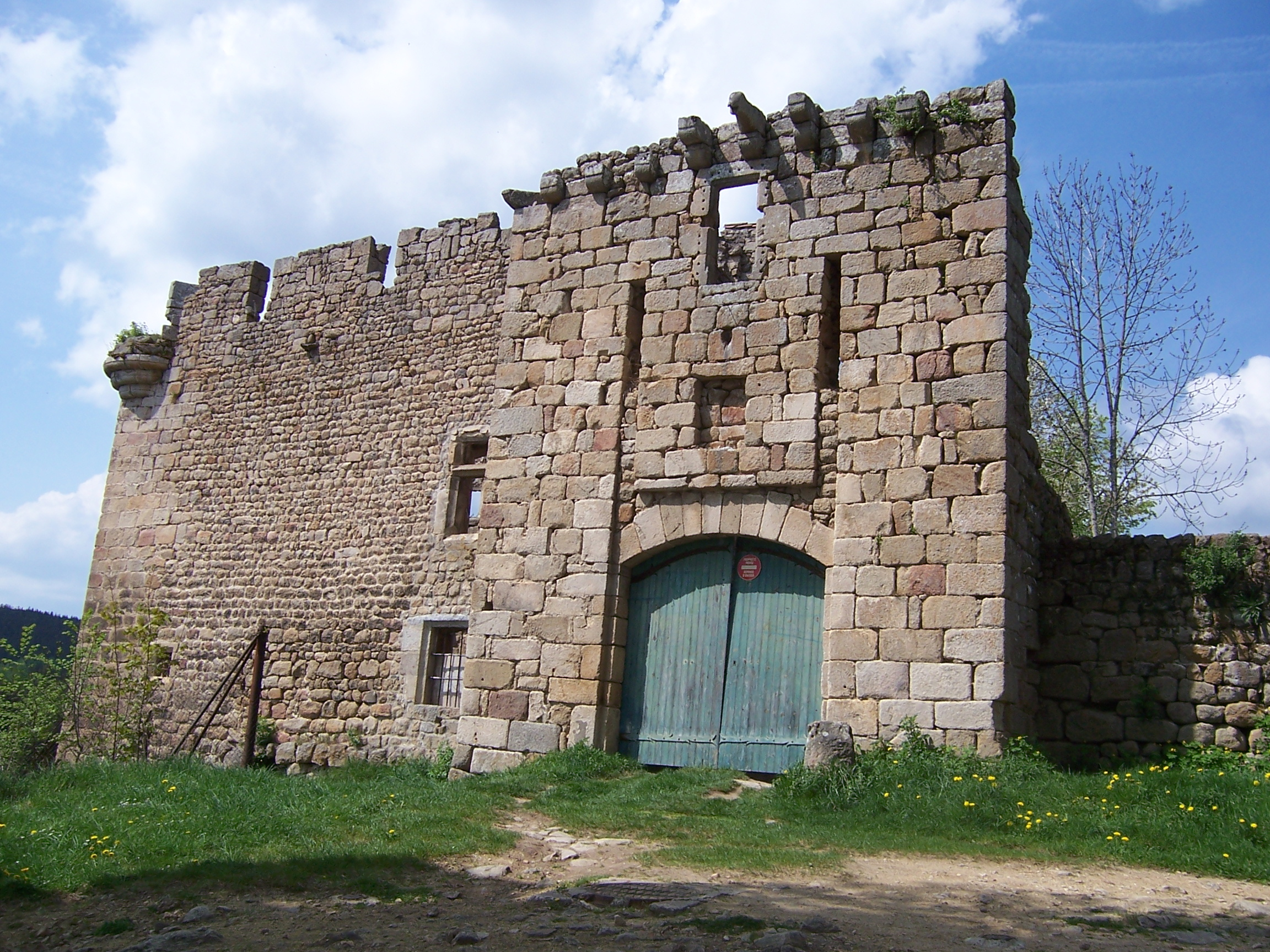
Lối vào lâu đài

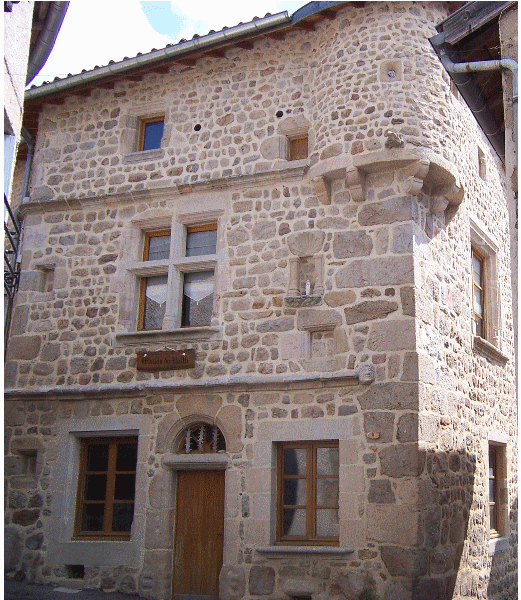
Trung tâm làng

 Viverols  là một xã ở tỉnh Puy-de-Dôme trong vùng Auvergne-Rhône-Alpes miền trung nước Pháp.